# Antínoo (mitología)

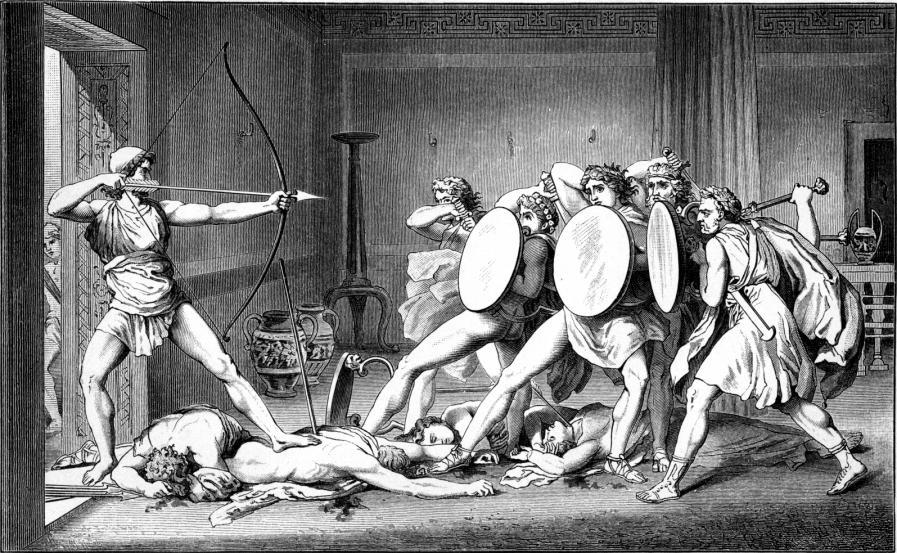
Ilustración para la obra de Gustav Schwab (1792 - 1850) Die schönsten Sagen des klassischen Alterthums (Las leyendas más hermosas de la Antigüedad Clásica): Matanza de los pretendientes. Antínoo yace en postura supina con una flecha en la garganta.

En la mitología griega, Antínoo (Ἀντίνοος), hijo de Eupites, fue uno de los dos principales pretendientes de Penélope durante la ausencia de su marido, Odiseo, quien había partido a la Guerra de Troya. Su historia es narrada en la Odisea de Homero. 
Antínoo intentó matar a Telémaco cuando este regresó de su visita a Menelao, pero Telémaco logró escapar de sus asechanzas. Se distinguía por su violencia y su brutalidad, orgullo y dureza. Insulta a Eumeo cuando este llevó a Odiseo al palacio bajo la apariencia de un mendigo. También provoca el enfrentamiento entre el mendigo Iro y Odiseo, cuando aquel intentó echar a Odiseo del palacio en donde él era el mendigo oficial. Antínoo fue el primer pretendiente en morir, cuando una flecha disparada por Odiseo le atravesó la garganta mientras bebía. 